# Samir Sellimi
Samir Sellimi (arabe : سمير السليمي), né le 5 juin 1970 au Kram, est un joueur puis entraîneur de football tunisien. Il est le frère d'Adel Sellimi.

## Biographie
En 1979, il signe sa première licence à l'Étoile olympique La Goulette Kram. En 1987, il dispute son premier match professionnel avec le Club africain, où il évolue jusqu'en 1997.
En juin 1989, il dispute contre la Zambie son premier match avec l'équipe nationale.
En octobre 2017, il devient entraîneur de l'Union sportive de Ben Guerdane.

## Palmarès
- Coupe d'Afrique des clubs champions (1) : 1991
- Coupe afro-asiatique des clubs (1) : 1992
- Coupe arabe des vainqueurs de coupe (1) : 1995
- Championnat de Tunisie (3) : 1990, 1992, 1996
- Coupe de Tunisie (1) : 1992